# بوب بيغلو
بوب بيغلو (بالإنجليزية: Bob Bigelow)‏ مواليد 26 ديسمبر 1953 في بوسطن، هو لاعب كرة سلة أمريكي معتزل. بدأ مسيرته الاحترافية في سنة 1975. تم اختياره من قبل فريق سكرامنتو كينغز خلال الدرافت. يبلغ طوله 6 قدم 7 بوصة (2.0 م). لعب كرة السلة الجامعية في جامعة بنسيلفانيا. اعتزل اللعب في 1979.

## المسيرة الاحترافية
لعب مع سكرامنتو كينغز من سنة 1975 إلى 1978، ثم لعب مع بوسطن سيلتكس في سنة 1978، ثم لعب مع لوس أنجلوس كليبرز في موسم 1978–1979.

## روابط خارجية
- بوب بيغلو على موقع إن بي أي (الإنجليزية)
- بوب بيغلو على موقع سبورتس رفرنس (الإنجليزية)
- بوب بيغلو على موقع كلية كرة السلة في سبورتس رفرنس.كوم (الإنجليزية)
- بوب بيغلو على موقع ريلجم (الإنجليزية)
- بوب بيغلو على موقع بروبوليرز (الإنجليزية)